# Stała Delegatura RP przy Lidze Narodów w Genewie
Stała Delegatura Rzeczypospolitej Polskiej przy Lidze Narodów w Genewie (fr. Le représentant de la Pologne auprés de la Société des Nations) – polska misja dyplomatyczna przy Lidze Narodów z siedzibą w Genewie, która istniała w latach 1919–1945.
Jej historyczną rolę kontynuuje Stałe Przedstawicielstwo RP przy ONZ.

## Stali Delegaci[1]
- 15 listopada 1920 – 10 czerwca 1921 – Ignacy Jan Paderewski (Stały Delegat i Minister Pełnomocny RP)
- 15 listopada 1921 – 11 lipca 1923 – Szymon Askenazy
- 11 lipca 1923 – 6 maja 1924 – Konstanty Skirmut
- 6 maja 1924 – 3 marca 1925 – Aleksander Skrzyński
- 3 marca 1925 – 7 grudnia 1925 – Kajetan Dzierżykraj-Morawski
- 14 stycznia 1926 – 31 marca 1932 – Franciszek Sokal
- 1 kwietnia 1932 – 8 listopada 1932 – Tadeusz Gwiazdoski (chargé d’affaires)
- 8 listopada 1932 – 22 listopada 1934 – Edward Bernard Raczyński
- 22 listopada 1934 – 31 października 1938 – Tytus Komarnicki
- 1939 – Sylwin Strakacz
- 1940–1945 – Stanisław Albrecht Radziwiłł (chargé d’affaires)